# Йежи Мазур
Йѐжи Ма̀зур (на полски: Jerzy Mazur) е полски римокатолически духовник, вербист, викарен епископ и администратор (1999) на апостолическата администратура на Сибир (Източен Сибир, 1999) и титулярен епископ на Табуния (1998 – 2002), първи епископ на новосъздадената епархия „Свети Йосиф“ с център Иркутск (2002 – 2003), епископ на Елшката епархия от 2003 година.

## Биография
Йежи Мазур е роден на 6 август 1953 година в село Хавловице, близо до Ярослав. След като завършва средно образование се записва да учи в Мисийната духовна семинария на монашеската конгрегация „Общество на Божественото слово (Вербисти)“ (на латински: Societas Verbi Divini, SVD) в Пененжно. Ръкоположен е за свещеник на 22 април 1979 година от Марчин Токарчук, пшемишълски епископ. Впоследствие следва в Люблинския католически университет и Папския Григориански университет в Рим. В периода 1983 – 1986 година работи като мисионер в Гана. От 1987 година преподава мисиология в духовната семинария в Пененжно. През 1992 година става енорийски свещеник на енорията „Богородица Фатимска“ в Барановичи, Беларус и в периода до 1998 година заема различни длъжности в няколко комисиии на синодите на Минско-Могильовската архиепархия и Пинската епархия. През 1997 година е назначен за ръководител (супериор) на Regia Ural, един от регионите на SVD, който обхваща териториите на Беларус, Украйна и Русия.
На 23 март 1998 година е номиниран от папа Йоан Павел II за викарен епископ на апостолическата администратура на Сибир и титулярен епископ на Табуния. Приема епископско посвещение (хиротония) на 31 май от ръката на Джон Буковски, титулярен архиепископ на Табалта, в съслужие с Йосиф Верт, титулярен епископ на Булна и Юлиан Гбур, титулярен епископ на Барета. На следващата година става първи апостолически администратор на новосъздадената администратура на Източен Сибир с център Иркутск. През 2002 година иркутската администратура е преобразувана в епархия с името „Свети Йосиф“, като Йежи Мазур е неин пръв епископ. На 19 април 2002 година е задържан на летището в Москва и принуден да се върне в Полша. На 17 април 2003 година папата го номинира за елшки епископ. Влиза в Елшката катедрала като епископ на 9 юни.